# Église Saint-Martin d'Aillant-sur-Tholon
L'église d'Aillant-sur-Tholon est une église située à Aillant-sur-Tholon, en France. Elle dépend de l'archidiocèse de Sens-Auxerre et elle est consacrée à saint Martin, apôtre des Gaules.

## Localisation
L'église est située dans le département français de l'Yonne, dans la commune d'Aillant-sur-Tholon. Elle est rattachée à la paroisse Notre-Dame-des-Trois-Vallées du doyenné du Jovinien.

## Description
Construite sur les plans de Viollet-le-Duc, elle fut achevée le 20 juin 1867. Pour s'adapter à la configuration de la place et de son exiguïté, Viollet-le-Duc a choisi d'orienter le chœur à l'ouest, de donner à l'église une largeur considérable au détriment de sa longueur. L'originalité de l'église d'Aillant réside dans la situation du clocher-porche rejeté sur le côté droit, face à l'hôtel de ville.
L'église présente une courte nef à trois vaisseaux voûtés d’ogives et bordée de bas-côtés simples voûtés d’arêtes. Son transept est non saillant et son bras sud s'ouvre sur la sacristie, tandis que son bras nord est associé à une haute tour-porche. Le chœur à cinq pans est précédé d’une partie droite, flanquée de chapelles quadrangulaires. L’élévation de la nef est à trois niveaux : grandes arcades en arcs brisés, étage médian à baies géminées en plein cintre et roses comme fenêtres hautes. Le chevet est plus simple avec un double rang de baie en arcs brisés d’une hauteur sous voûtes inférieure à celle de la nef. 
Viollet-le-Duc choisit des piles composées pour la nef, la partie droite du chœur et la croisée du transept, tandis que ce sont des pilastres chanfreinés qui reçoivent les grandes arcades de la nef et de l'arc-doubleau des bas-côtés. Selon un plan cruciforme, les colonnes engagées sont cantonnées du côté du haut vaisseau et du transept. L'abside est à deux rangs de baies sur pans droits ce qui offre une pleine lumière. Le dallage du sol est en pierre d'Anstrude.

## Historique
Il est décidé par la municipalité de démolir l'ancienne église devenue vétuste et trop petite en mai 1858. Eugène Viollet-le-Duc est retenu sur plans et devis en mars 1862 et les travaux adjugés le 12 septembre 1863 à Pierre-Charles Sauvage, entrepreneur de maçonnerie parisien, sous la direction de l'inspecteur des travaux Lefort qui dirigeait la restauration du palais synodal de Sens depuis 1854. 
L'ancienne église est démolie en février 1864 et la première pierre de la nouvelle est bénie au printemps 1865. Elle est achevée le 20 juin 1867.
L'édifice est inscrit au titre des monuments historiques en 1982.